# نيكلاس كاسترو
نيكلاس كاسترو (بالنرويجية البوكمول: Niklas Castro؛ بالإسبانية: Niklas Castro) هو لاعب كرة قدم تشيلي ونرويجي في مركز الهجوم، ولد في 8 يناير 1996 في أوسلو في النرويج. لعب مع نادي أوليسوند.

## وصلات خارجية
- نيكلاس كاسترو على موقع اتحاد النرويج (النرويجية)
- نيكلاس كاسترو على موقع قاعدة بيانات كرة القدم.إي يو (الإنجليزية)
- نيكلاس كاسترو على موقع ناشيونال فوتبول تيمز (الإنجليزية)
- نيكلاس كاسترو على موقع Soccerway.com (الإنجليزية)
- نيكلاس كاسترو على موقع عالم كرة القدم.نت (الإنجليزية)